# Facino Tiberga
Facino Tiberga (Saluzzo, XV secolo – Saluzzo, XVI secolo) è stato un letterato italiano, rettore delle scuole di Saluzzo nel 1483, esponente dell'Umanesimo piemontese.

## Biografia
Padre o zio del medico Facinotto Tiberga, fu rettore delle scuole di Saluzzo nel 1483 e maestro di grammatica fino al 1496. Come afferma lo studioso Vitale, l'ambiente saluzzese aveva visto « nel corso del Quattrocento un'attività umanistica di notevole prestigio, con esponenti quali Antonio Astesano, Bartolomeo Pascali e Facino Tiberga, che avevano saputo dare un contributo onesto e chiaro alla causa degli studia humanitatis ». All'Astesano, al Pascali e allo stesso Tiberga, possono essere aggiunti anche Giovanni Gauteri, Urbano Aicardi, Luigi Laurenti e Gian Ludovico Vivaldi.
Facino Tiberga compose varie opere di carattere letterario, tra cui Alexandrum [de Villa Dei] interpretatio ex Prisciano, stampata nel luglio 1479 a spese di Ludovico II di Saluzzo, che aveva chiamato da Torino il tipografo Giovanni Fabri per curarne la stampa.  